# Алоїс Бірль
Алоїс Бірль (нім. Alois Bierl, 8 вересня 1943) — німецький академічний веслувальник.
Олімпійський чемпіон 1972 року в складі розпашної четвірки зі стерновим.
Чемпіон світу 1970 року в складі розпашної четвірки зі стерновим.
Чемпіон Європи 1969, 1971 років у складі розпашної четвірки зі стерновим, бронзовий призер 1973 року в складі розпашної двійки без стернового.